# Per non crescere
Per non crescere è l'album d'esordio del gruppo musicale Moravagine. 
L'album esce nel 2000 come CD. In alcune tracce si riportano brevi parti audio di diversi film.

## Tracce
1. Silvia Saint - 1:17
2. Occasioni perse - 2:30
3. Liberi di sognare - 1:43
4. Ricordi pignorati - 3:20
5. Supercapra - 2:41
6. Sfigati al ballo - 3:04
7. Stai con me - 3:31
8. Il saggio disse - 2:17
9. Vizi - 1:30
10. Piccolo Mike - 3:29
11. Padre polacco - 2:47
12. Spera e rispera - 1:33
13. Indietro - 1:39
14. Sborate - 1:11

## Formazione
- Sbruffone (Tony Cavaliere) – batteria
- Houselong (Andrea Pegoraro) – chitarra, voce
- Page (Alessandro Andolfo) – chitarra
- Pablo (Paolo Bertoncello) – voce
- Gigio (Giacomo Spanò) – basso
- Dave (Davide Finotti) – voce